# 춘천보호관찰소 속초지소
춘천보호관찰소 속초지소는 춘천보호관찰소의 보호관찰, 사회봉사·수강명령 집행과 판결전 조사·환경조사 및 범죄예방 활동 등의 업무를 분장·수행하기 위하여 설립된 대한민국 법무부 범죄예방정책국 예하 춘천보호관찰소 소속기관으로 속초지소장(4급)은 서기관으로 보한다. 강원특별자치도 속초시 동해대로 3929 광동한의원빌딩 2-3층에 위치하고 있다.